# Théville
Théville település Franciaországban, Manche megyében. Lakosainak száma 311 fő (2022. január 1.). Théville Brillevast, Carneville, Clitourps, Vicq-sur-Mer, Gonneville-le-Theil és Saint-Pierre-Église községekkel határos.

## Népesség
A település népessége az elmúlt években az alábbi módon változott:
| Lakosok száma | 218  | 186  | 235  | 304  | 296  | 311  | 330  | 338  | 329  | 311  |
|               | 1968 | 1982 | 1990 | 2006 | 2013 | 2015 | 2017 | 2019 | 2020 | 2022 |